# Gargi
Gargi Vachaknavi est une philosophe de l'Inde ancienne. Dans la littérature védique, elle est honorée comme l'une des grands philosophes de la nature. On la mentionne dans les sixième et huitième Brahmana de Bṛhadāraṇyaka Upaniṣad, où le brahmayajna, un congrès philosophique organisé par le roi Janaka de Videha, est décrit : elle s'oppose aux vues du sage Yājñavalkya au sujet de questions sur l'atman (notion de l'âme dans l'hindouisme).
Le prénom de Gargi lui provient du sage Garga, faisant partie de sa lignée ; son nom de famille est celui de son père Vachaknu.
Gargi a composé plusieurs hymnes portant sur la question de l'origine de l'existence et est l'auteur de la Gargi Samhita. Le Yoga Yajnavalkya (en), une référence classique du yoga, est un dialogue entre elle et Yājñavalkya. Gargi est une des Navaratnas (en) à la cour du roi Janaka de Mithila.

## Culture populaire
La série télévisée historique indienne de 2012, Upanishad Ganga (en), lui consacre un épisode : Épisode 30 - The Existence Principle - Story of Maharshi Yajnavalkya and Gargi.